# L'Honor-de-Cos
L'Honor-de-Cos é uma comuna francesa na região administrativa de Occitânia, no departamento de Tarn-et-Garonne. Estende-se por uma área de 32,07 km². Em 2010 a comuna tinha 1 612 habitantes (densidade: 50,3 hab./km²).